# 佐藤和花
佐藤 和花（さとう わか、2007年4月22日 - ）は、日本の女子重量挙げ選手。2024年世界ユース選手権女子55kg級銀メダリスト。

## 経歴
宮城県仙台市出身。宮城県農業高等学校在学中。父は元オリンピック代表、2人の兄も重量挙げ選手であり、中学1年で競技を始めた。
2023年の特別国民体育大会では女子49kg級で出場し、スナッチ7位、クリーン＆ジャーク5位、トータル5位。
2024年4月の全日本選手権では3位。5月の世界ユース選手権では、179kgで銀メダル獲得。8月のインターハイでは、181kgで優勝した。

## 主な戦績
| 年               | 開催地 | 重量級 | スナッチ (kg) | クリーン & ジャーク (kg) | 計  | 順位    |
| 世界ユース選手権 |        |        |               |                          |     |         |
| 2024             | リマ   | 55kg   | 79            | 100                      | 179 | 2 [ 2 ] |